# Torino–Milánó-vasútvonal
A Torino–Milánó-vasútvonal egy normál nyomtávolságú, 153 km hosszúságú, végig 3000 V egyenárammal villamosított kétvágányú vasúti fővonal Olaszországban Torino és Milánó között. Összeköti Settimo Torinese, Chivasso, Santhià, Vercelli, Novara, Magenta és Rho városokat. 2006 februárja óta nagysebességű vonatok közlekednek a Torino–Milánó nagysebességű vasútvonalon Torino és Novara között. A Novara és Milánó közötti nagysebességű vonal fennmaradó részét 2009 decemberében adták át, amikor a Bologna–Firenze nagysebességű vasútvonal, valamint a Róma–Nápoly nagysebességű vasútvonal fennmaradó szakaszai és a Nápoly–Salerno nagysebességű vasútvonal megnyílt, és ezzel teljessé vált a Torino és Salerno közötti nagysebességű hálózat.

## Története

### Építése és a megnyitás
A vonalat Thomas Brassey építette a Società Vittorio Emanuele ("Viktor Emánuel Társaság", amely nevét II. Viktor Emánuel olasz király, Piemont és Szardínia akkori királyának tiszteletére kapta) megbízásából, és 1856. október 20-án nyitották meg Torino és Novara között, majd 1858. október 18-án meghosszabbították a Ticino folyóig - amely Piemont és a Lombard–Velencei Királyság (akkor az Osztrák Császárság része) közötti határt képezte. A folyón átívelő hidat, amely Magentánál csatlakozott a Milánóból már meglévő vasútvonalhoz, 1859. június 1-jén adták át.
Három nappal később a III. Napóleon által vezetett francia-szardíniai hadsereg az új vasút által szállított utánpótlás segítségével legyőzte az osztrákokat a magentai csatában. Ez fontos lépés volt Olaszország egyesítésében.
A vonal 1865-től a Società per le strade ferrate dell'Alta Italia (Felső-Itáliai Vasutak), 1885-től pedig a Società per le Strade Ferrate del Mediterraneo (Földközi-tengeri Vasúttársaság) részét képezte.

### A huszadik században
A vasút államosítását követően a vonalat az állami hálózatba sorolták, és üzemeltetését 1905 és 1906 között a Ferrovie dello Stato vette át.
A vonal a második világháború alatt súlyosan megrongálódott. A vonalat 1951-ben állították helyre, bár egyes szakaszokat csak ideiglenesen.
Az 1960. májusi menetrendváltástól a Novara és Rho közötti fővonalat villamosították, majd 1960. májusában a Torinótól Novaráig tartó hiányzó részt is. Június 4-én Giuseppe Spataro közlekedési miniszter jelenlétében Olaszország egyesítésének 100. évfordulója alkalmából felavatták.
A 2000-es évek elején a vonal üzemeltetése a Rete Ferroviaria Italianára szállt át.